# Рязанцева, Лидия Егоровна
Лидия Егоровна Рязанцева (Сергеева) (26 марта 1939, Кадом — 29 января 2001, Спасск-Рязанский) — передовик советской пищевой промышленности, аппаратчица Спасского крахмального завода, Рязанская область, полный кавалер Ордена Трудовой Славы (1990).

## Биография
Родилась 26 марта 1939 года в посёлке Кадом, ныне Рязанской области, в русской семье рабочих. Мать работала на фабрике «Кадомский вениз», а отец — милиционер. С 1949 года проходила обучение в Кадомской средней школе, окончила десять классов. В 1959 году переехала в посёлок Коммунар Нейского района Костромской области. С августа 1959 по январь 1961 года осуществляла трудовую деятельность разнорабочей на Нейском стекольном заводе. В январе 1963 года возвратилась в Кадом и трудоустроилась на местный крахмальный завод. В октябре 1966 года стала работать на Спасском крахмальном заводе. С 1975 года — аппаратчица процесса просушки крахмала. Супруг, Иван Васильевич Завьялов, также работал на этом заводе, кочегаром.
Лидия Рязанцева активный рационализатор различных процессов на крахмальном заводе. По её инициативе был установлен автомат для зашивки мешков, в которые засыпали по 35 килограммов крахмала. Она предложила использовать транспортер для облегчения труда женщин. Избиралась членом партийного бюро. С 1978 года член КПСС.
Указом Президиума Верховного Совета СССР от 21 апреля 1975 года была награждена орденом Трудовой Славы III степени.
Указом Президиума Верховного Совета СССР от 17 марта 1981 года была награждена орденом Трудовой Славы II степени.
Указом Президиума Верховного Совета СССР за достижение высоких результатов в производстве, продаже и переработке сельскохозяйственной продукции на основе применения прогрессивных технологий и передовых методов организации труда, самоотверженный высокопроизводительный труд от 29 мая 1990 года Лидия Егоровна Рязанцева была награждена орденом Трудовой Славы I степени. Стала полным кавалером Ордена Трудовой Славы.
Проживала в Спасске-Рязанском. В 1994 году вышла на заслуженный отдых. Воспитала двоих детей. Умерла 29 января 2001 года.

## Награды и звания
- Орден Трудовой Славы — I степени (29.05.1990);
- Орден Трудовой Славы — II степени (17.03.1981);
- Орден Трудовой Славы — III степени (21.04.1975).